# Concili de Narbona del 693
El concili de Narbona del 693 fou una reunió de bisbes de Septimània (de fet un sínode) celebrada el 693 per ratificar els cànons del XVI Concili de Toledo al qual els representants de la província no havien pogut assistir per l'epidèmia de pesta que assolava llavors el territori (al concili de Toledo només havia assistit Ervigi, bisbe de Besiers). El concili de Toledo per suplir aquesta mancança va ordenar celebrar un concili complementari a Narbona sota la presidència del metropolità.
Entre els cànons aprovats els referits a la seguretat de la persona del rei i la seva família, l'abolició de les restes d'idolatria, la ratificació de les velles lleis contra els jueus i la confirmació de les noves establertes per Ègica (el que acceptaven sincerament el cristianisme quedaven exempts dels tributs i impostos establerts pels jueus, i gaudirien dels mateixos privilegis que els cristians lliures). Cal suposar que el concili va ratificar tots els acords de Toledo.